# Karl von Preuschen (Richter)
Karl Ernst Ludwig Rudolf von Preuschen (* 1781; † 17. März 1856 in Darmstadt) war ein großherzoglich hessischer Hofgerichtspräsident in Gießen und gehörte im Vormärz zu den „Demagogenverfolgern“.

## Leben

### Familie
Karl entstammte der II. Linie der Adelsfamilie von Preuschen. Er war ein Sohn des Kanzleidirektors der Burggrafschaft Friedberg Ludwig von Preuschen (1743–1809) und dessen Ehefrau Elisabeth, geborene Barabeau (1750–1813). Sein Vater hatte am 8. März 1782 in Wien den Reichsadel nebst Wappenbestätigung erhalten.

### Karriere
Preuschen studierte bis 1802 Rechtswissenschaft an der Friedrich-Alexander-Universität Erlangen und war seit 1799 Mitglied des Corps Onoldia. Am 27. Mai 1804 trat er als Assessor am Hofgericht Gießen in den Justizdienst der Landgrafschaft Hessen-Darmstadt. 1805 ist dort er als Richter nachgewiesen. An den Befreiungskriegen nahm er ab Ende 1813 als Hauptmann im freiwilligen Jägerkorps der Armee teil.
1817 wurde er Richter am Oberappellationsgericht Darmstadt. Nach den Karlsbader Beschlüssen leitete er einen großen Teil der Untersuchungen gegen „revolutionäre Umtriebe“ in Hessen. 1818 gehörte er zur Erstbesetzung des neu eingerichteten Provisorischen Kassations- und Revisionsgerichtshofs für die Provinz Rheinhessen. 1819 war er Vertreter Kurhessens in der „schwarzen“ Mainzer Zentraluntersuchungskommission und zuständig für die Beobachtung des politischen Treibens in Berlin und am Rhein. Zu seinen Aufgaben gehörten auch Ermittlungen gegen die Burschenschaften in Gießen, Tübingen, Marburg, Erlangen, Freiburg im Breisgau und Bonn, später auch in Würzburg, Kiel und Rostock. Als einzigem Corpsstudenten in der siebenköpfigen Kommission bescheinigten sie ihm aber, dass er nicht zu den Scharfmachern gehörte. Er galt als gebildet, einsichts- und rücksichtsvoll gegenüber den Beschuldigten. Er prüfte den Tatbestand gewissenhaft und war darauf bedacht, dass die Kommission die Grenzen ihrer Zuständigkeit einhielt. Seit 1833 war er richterliches Mitglied in der neuen fünfköpfigen Bundeszentralbehörde. Hier arbeitete er mit Heinrich von Prieser zusammen.
Zum 7. Dezember 1833 wurde er in Nachfolge von Franz Joseph von Arens Präsident am Hofgericht Gießen und in dieser Funktion am 25. August 1834 mit dem Kommandeurkreuz II. Klasse des Ludewigs-Ordens ausgezeichnet. Am 9. Juli 1848 nahm Preuschen auf eigenen Wunsch seinen Abschied mit Pension.

### Familie
Preuschen heiratete am 1. August 1816 in Karlsruhe Wilhelmine Flachsland (1790–1838), die Tochter des Johann Conrad Flachsland, Doktor der Medizin und Großherzoglich-Badischer Geheimer Hofrat, und der Ernestine Preuschen. Aus dieser Ehe gingen hervor:
- Maximilian (1818–1897), Großherzoglich-Hessischer Geheimer Rat und Konsistorialrat,
- Friedrich (1823–1897), Großherzoglich-Hessischer Geheimer Rat und
- Anna (1831–1909). Sie heiratete 1859 den späteren preußischen Oberstleutnant Hermann von Fransecky († 1888).